# Mercedes Nicoll
Mercedes Nicoll (ur. 5 grudnia 1983) – kanadyjska snowboardzistka. Jej najlepszym wynikiem olimpijskim jest 6. miejsce w halfpipe’ie na igrzyskach w Vancouver. Na mistrzostwach świata najlepszy wynik uzyskała na mistrzostwach w Whistler, gdzie zajęła 10. miejsce w halfpipe’ie. Najlepsze wyniki w Pucharze Świata osiągnęła w sezonie 2009/2010, kiedy to zajęła 20. miejsce w klasyfikacji generalnej, a w klasyfikacji halfpipe’a była czwarta.

## Sukcesy

### Igrzyska olimpijskie
| Miejsce | Dzień     | Rok  | Miejscowość | Konkurencja | Zwycięzca    |
| ------- | --------- | ---- | ----------- | ----------- | ------------ |
| 27.     | 13 lutego | 2006 | Turyn       | Halfpipe    | Hannah Teter |
| 6.      | 18 lutego | 2010 | Vancouver   | Halfpipe    | Torah Bright |

### Mistrzostwa Świata
| Miejsce | Dzień       | Rok  | Miejscowość | Konkurencja | Zwycięzca     |
| ------- | ----------- | ---- | ----------- | ----------- | ------------- |
| 19.     | 16 stycznia | 2003 | Kreischberg | Halfpipe    | Doriane Vidal |
| 10.     | 22 stycznia | 2005 | Whistler    | Halfpipe    | Doriane Vidal |
| 11.     | 20 stycznia | 2007 | Arosa       | Halfpipe    | Manuela Pesko |
| 20.     | 23 stycznia | 2009 | Kangwŏn     | Halfpipe    | Liu Jiayu     |

### Puchar Świata

#### Miejsca w klasyfikacji generalnej
- 1999/2000 – 125.
- 2000/2001 – -
- 2001/2002 – -
- 2002/2003 – -
- 2003/2004 – -
- 2004/2005 – -
- 2005/2006 – 30.
- 2006/2007 – 48.
- 2007/2008 – 56.
- 2008/2009 – 61.
- 2009/2010 – 20.

#### Miejsca na podium
1. Whistler – 17 grudnia 2002 (Halfpipe) – 3. miejsce
2. Whistler – 13 grudnia 2003 (Halfpipe) – 3. miejsce
3. Sungwoo – 26 lutego 2005 (Halfpipe) – 3. miejsce
4. Sungwoo – 26 lutego 2005 (Halfpipe) – 3. miejsce
5. Lake Placid – 5 marca 2005 (Halfpipe) – 2. miejsce
6. Valle Nevado – 15 września 2005 (Halfpipe) – 3. miejsce
7. Valmalenco – 14 marca 2010 (Halfpipe) – 3. miejsce
8. La Molina – 20 marca 2010 (Halfpipe) – 2. miejsce